# Okręg wyborczy Horsham and Worthing
Okręg wyborczy Horsham and Worthing – jednomandatowy okręg wyborczy do Izby Gmin, istniejący w latach 1918–1945. Okręg obejmował miasta Horsham i Worthing w hrabstwie West Sussex.

## Deputowany do brytyjskiej Izby Gmin z okręgu Horsham and Worthing
- 1918–1945: Edward Turnour, 6. hrabia Winterton, Partia Konserwatywna